# Батальон от ангели
Батальон от ангели (на руски: Батальон ангелов) е историческо-приключенска повест от руския писател Борис Акунин, написана през 2011 г. Това е втората част от петата книга за приключенията на руския и немски шпиони по време на Първата световна война. Историята описва трагичните военни приключенията на Алексей Романов през лятото на 1917 г.

## Сюжет
Внимание:  Текстът по-долу разкрива сюжета на произведението (или части от него)!
... Юни 1917 г. Капитанът Алексей Романов се завръща в Петроград от предната линия. В столицата цари пълна анархия, военното контраразузнаване е ликвидирано, а неговият началник княз Козловски е арестуван. Осъзнавайки, че в Петроград той вече на никой не е необходим, Романов иска да се върне обратно в окопите, но получава неочаквано предложение: да стане инструктор на бойната подготовка в „Ударния батальон на смъртта“. Пристигайки в „батальона“, Романов, въпреки богатия си житейски опит, е напълно шокиран...
... Временното правителство, категорично декларира готовността си да се бори „до победа“, но не успява да организира съгласувани военни операции. Във всички батальони, полкове и дивизии са се образували войнишки комитети, които решават дали да изпълняват нарежданията на командирите. Никой не иска да умре, и затова престава да се сражава в руската армия, която постепенно се превръща в една въоръжен тълпа от страхливци и дезертьори. И тогава на някой „умен“ му идва „здравата“ идея: да се организира един женски батальон, който с личния си пример да „вдъхновява“ мъжете най-накрая да започнат да се бият. За командирът на батальона е назначена легендарната Мария Бочарова, и Романов, след известно колебание, става неин главен заместник.
В рамките на няколко седмици Романов се опитва да научи слабите и нежни момичета на основите на стрелбата, атаката и способността да се копае. Сърцето на Алексей е свито от жал: той разбира, че е в тази битка, нещастните „самоубийци“ са обречени. Скоро батальонът е изпратен на Западния фронт, в района на Сморгон, където той ще атакува германските позиции. По случайност Романов установява, че планът за атака е предаден на врага и предателят е председателя на войнишкия комитет от болшевишката партия, наречен „Пирона“. Това е изключително умен и опасен човек, който е участвал в една тайна операция в Швейцария под друго име (Операция „Транзит“). „Пирон“ обяснява на Романов, че издадената заповед за атака е умишлена лудост и бедните момичета са обречени на смърт, а заповедта трябва да се отмени.
Но заповедта не е отменена, и „батальонът на смъртта“ започва самоубийствена атака. Девойките са покосени от картечниците, те падат от експлозиите на снарядите, но упорито продължават напред. Виждайки тази ужасна картина, обикновените войници мъже бързат да помогнат и да се присъединят към атаката. В резултат на настъплението германците са разбити, напускат позициите си, пленени са военни трофеи. Въпреки това, за победата е дадена висока цена. Много от момичетата са убити, сериозно е ранена Мария Бочарова. В този бой Романов губи момичето, в което се е влюбил – Александъра Шацкая, дъщерята на адмирала на царя, с красота, подобна на Принцесата Лебед...
... Минава половин година след кървавото нападение на „батальона на смъртта“. Идва Октомврийската революция, правителството на Ленин подписва сепаративен мир с Германия. В един от градовете в Украйна военното оборудване трябва да премине от германската армия в Червената армия, за безпрепятственото оттегляне на немските части, но изведнъж е открит артилерийски огън. Оказва се, че един германски подполковник не желае да приеме примирието, заповядва да започне стрелбата, за да защити артилерийското оборудване. Германските войници пленяват и бият почти до смърт твърде ревностния служител. Скоро при германците пристига за преговори с лекоброниран влак служител на Червената армия. Конфликтът е уреден и е решено да разстреля подполковника. Пребитият офицер е довлечен до мястото на екзекуцията, и изведнъж той се среща очи в очи с руския представител. Те веднага се разпознават помежду си – Йозеф фон Теофелс и Алексей Парисович Романов... Накрая Съдбата ги събира отново...

## Исторически препратки
В повестта има прототипи на реални исторически личности.
- „Мария Бочарова“ е легендарната Мария Бочкарьова, една от първите руски жени офицери, инициатор на създаването и първия командир в руската армия в историята на женските батальони на смъртта (1917 – 1918). По време на Гражданската война Бочкарева активно се бори срещу Съветската власт, многократно пътува в чужбина, където се срещна и търси подкрепа от световни политици и държавни глави, включително се среща с американския президент Удроу Уилсън и крал Джордж V. Съдбата Бочкарева завърва трагично – през януари 1920 г. е арестувана и разстреляна през май в Красноярск с присъдата на ЧК. Мария Бочкарьова е героиня и в романа на Валентин Пикул „Из тупика“.
- „Александъра Шацкая“ е Мария Скридлова, адютант на Бочкарьова в женските батальони на смъртта, и дъщеря на адмирал Николай Скридлов. В действителност, Мария не изчезва, и след Гражданската война е живяла в Съветския съюз. През 1926 г. Скридлова се жени за белгийски индустриалец и завинаги напуска родината си, а по-нататъшното ѝ съдба е неизвестна.